# Buck et son complice
Pour plus de détails, voir Fiche technique et Distribution.
Buck et son complice (Buck and the preacher) est un film américain réalisé par Sidney Poitier, sorti en 1972.

## Synopsis
Peu après la guerre de Sécession, Buck, ancien sergent de la cavalerie de l'armée de l'Union, prend la tête d'un groupe d'esclaves affranchis pour passer la frontière du Colorado. Parmi le groupe voyagent également son épouse et un pseudo pasteur dont la bible truquée renferme un revolver. En chemin, les voyageurs sont attaqués par des hordes d'anciens esclavagistes qui tentent de les renvoyer à leur misérable vie dans des fermes de la Louisiane. Buck et ses compagnons devront faire preuve de courage afin de parvenir à leur but commun : s'installer dans une terre promise et vivre en hommes libres.

## Fiche technique
- Titre français : Buck et son complice
- Titre original : Buck and the preacher
- Réalisation : Sidney Poitier et Joseph Sargent
- Scénario : Ernest Kinoy d'après une histoire de Drake Walker
- Musique : Benny Carter
- Photographie : Alex Phillips Jr.
- Montage : Pembroke J. Herring
- Production : Joel Glickman
- Sociétés de production : E & R Productions Corp. & Belafonte Enterprises
- Société de distribution : Columbia Pictures
- Pays de production :  États-Unis
- Langue : Anglais
- Format : Couleur - Mono - 35 mm - 1.85:1
- Genre : Western
- Durée : 102 min
- Date de sortie :
  - Allemagne de l'Ouest : 17 mars 1972
  - États-Unis : 28 avril 1972

## Distribution
- Sidney Poitier (VF : Serge Sauvion) : Buck
- Harry Belafonte (VF : Gérard Hernandez) : Le révérend Willys Oaks Rutherford
- Ruby Dee : Ruth
- Cameron Mitchell (VF : Marc de Georgi) : Deshay
- Julie Robinson : Sinsie
- Enrique Lucero (es) : Le chef indien
- John Kelly (VF : Raoul Delfosse) : Le shérif
- Denny Miller (VF : Claude Joseph) : Floyd
- Nita Talbot (VF : Paule Emanuele) : Madame Esther
- Tony Brubaker : L'homme de tête
- Bobby Johnson (VF : Bachir Touré) : L'homme abattu
- James McEachin (VF : Georges Atlas) : Kingston
- Clarence Muse : Cudjo
- Lynn Hamilton : Sarah
- Doug Johnson : Sam
- Errol Jones : Joshua
- Ken Menard : Little Henry

## À noter
- À l'origine, la réalisation du film était confiée à Joseph Sargent mais, les producteurs non contents de son travail, il fut renvoyé et c'est Sidney Poitier qui a assuré lui-même la mise-en-scène.